# Bénévolat virtuel
Le bénévolat virtuel, également appelé volontariat en ligne, bénévolat à distance, bénévolat en ligne, télébénévolat, e-bénévolat ou cyber-bénévolat, décrit l’activité d’un bénévole qui accomplit des tâches dématérialisées au profit d’une organisation bénéficiaire; le bénévole est assisté en cela par un moyen de communication comme Internet ou le téléphone. Il peut œuvrer depuis son lieu de travail, son domicile ou bien encore son école. Le travail du bénévole virtuel peut être comparé au télétravail à la différence que ce dernier est rémunéré et que les bénévoles ne le sont pas.

Bénéficiant des atouts liés à la dématérialisation des tâches, le bénévolat en ligne permet à de nombreuses catégories de personnes de s’engager dans des actions d’intérêt général : personnes à handicap moteur, personnes éloignées géographiquement du bénéficiaire de l’action, personnes non disponibles aux heures ouvrables du bénéficiaire, etc.

## Spécificités du bénévolat virtuel
Le volontariat en ligne porte généralement sur des actions à court terme. Dans l’une des études réalisées, il est fait mention du fait que plus de 70 % des volontaires en ligne choisissent des missions demandant entre une et cinq heures de participation par semaine et près de la moitié des missions d’une durée de 12 semaines ou moins.
Une caractéristique unique du volontariat en ligne est qu’il peut être effectué à distance. Les personnes à mobilité réduite et celles ayant des besoins particuliers participent de façons qui ne seraient probablement pas envisageables avec le volontariat traditionnel en face-à-face. 
De même, le volontariat en ligne peut permettre à certaines personnes de surmonter les inhibitions ou l’anxiété qu’elles éprouvent en société, particulièrement celles qui subissent régulièrement un étiquetage ou un stéréotype à cause d’un handicap, et ainsi de s’affirmer dans des situations où elles pourraient autrement ne pas se porter volontaires. Il peut rehausser la confiance et l’estime de soi tout en renforçant les capacités et élargissant les réseaux et les liens sociaux.

## Service volontariat en ligne des Nations unies
Le programme VNU gère un service de volontariat en ligne. Lancé en 2000, il permet aux ONG, aux pouvoirs publics et aux agences des Nations unies d’entrer en contact avec des personnes souhaitant se porter volontaires à travers Internet. 
Les Volontaires en Ligne  de l´ONU sont des personnes qui partagent leur temps et leurs compétences via Internet, librement et sans motivations financières, pour le bénéfice de la société. Quelque 10 000 volontaires de 170 pays (62 % d’entre eux sont originaires de pays en développement) effectuent en moyenne 15 000 tâches de volontariat en ligne chaque année. Ces volontaires comprennent non seulement des professionnels, mais aussi des étudiants et des retraités. Les femmes représentent 55 % de tous les participants. Les domaines couverts comprennent l’éducation, la jeunesse, le plaidoyer et les stratégies de développement, la prévention des crises, la génération de revenus et l’emploi, le volontariat, l’intégration des groupes marginalisés, l’environnement, la santé et le genre. 
Le volontariat en ligne augmente les capacités des organisations de développement, tout en fournissant simultanément un espace de participation au développement à nombreuses personnes qui, autrement, n’auraient pas l’occasion de le faire. 72 % des organisations qui utilisent ce service sont des organisations de la société civile, 25 % des agences des Nations unies et 3 % des institutions publiques. 
En 2013, les 17 370 opportunités de volontariat en ligne proposées par des organisations de développement via le service Volontariat en Ligne ont toutes attiré les candidatures de nombreux volontaires qualifiés. Environ 58 % des 11 328 volontaires en ligne qui ont mené à bien ces tâches étaient des femmes, et 60 % venaient de pays en développement. En moyenne, ils étaient âgés de 30 ans. En 2013, plus de 94 % des organisations et des volontaires ont jugé leur collaboration bonne ou excellente. 
Les volontaires en ligne peuvent appuyer une organisation de multiples façons : 
- Développement et gestion de projets
- Design
- Coordination et facilitation
- Développement informatique
- Recherche
- Rédaction, relecture et traduction
- Formation[7] et coaching
- Conseil

## Bénévolat virtuel associatif
Ce principe de bénévolat virtuel s'adresse à toutes les associations susceptibles de recevoir un soutien par rapport à un besoin donné. Le plus souvent ce service vient aider une association, en péril au niveau de sa cote de popularité sur internet, c'est-à-dire qu'elle n'est pas assez visible pour les internautes via sa page web ; c'est pourquoi il est important d'agir[style à revoir] pour qu'elle soit plus visible et accessible via une recherche sur un navigateur, de telle manière que ses idées soient véhiculées de la meilleure des façons sur la toile et qu'elle voit son nombre d'adhérents croître de manière significative. Cette entraide doit être enfin amenée par des professionnels du web tels que des web-masters, afin de proposer à ces associations volontaires, un service qui garantit une sécurité et une qualité optimales à tout point de vue.